# با من برقص (فیلم ۱۹۹۸)
با من برقص (به انگلیسی: Dance with Me) یک فیلم درام، رقص و عاشقانه آمریکایی محصول سال ۱۹۹۸ به کارگردانی راندا هاینس با بازی ونسا ال. ویلیامز و خواننده پورتوریکو چایانه است.

## بازخورد
این فیلم نقدهای متفاوتی را از منتقدین سینما دریافت کرد و امتیاز ۵۱ درصدی را از سایت راتن تومیتوز در یافت کرد. و همچنین امتیاز ۵٫۹ از ۱۰ را در بانک اطلاعات اینترنتی فیلم‌ها را گرفت.